# Selenocosmia samarae
Selenocosmia samarae là một loài nhện trong họ Theraphosidae. Loài này xuất hiện ở Philippines.